# HD 166114
HD 166114，又名CD-4112491，SAO 228778、HR 6786，是一颗恒星，视星等为5.86，位于銀經351.68，銀緯-10.62，其B1900.0坐标为赤經18h 4m 0.2s，赤緯-41° -10.62′ 35″。